# Xiądz
Xiądz är den åttonde EP:n med det polska extrem metal-bandet Behemoth. EP:n utgavs 1 november 2014 som 12" vinyl i begränsad upplaga av New Aeon Musick.

## Innhåll
EP:n består av tre spår. "Nieboga Czarny Xiądz" Kommer från inspelningen av albumet The Satanist som utgavs februari 2014. "Towards the Dying Sun We March" kommer från inspelningen av albumet Evangelion. "Moonspell Rites" är en nyinspelning av låten som ursprungligen utgavs på EP:n And the Forests Dream Eternally från augusti 1995.

## Låtlista
Sida A
1. "Nieboga Czarny Xiądz" – 6:05

Sida B
1. "Moonspell Rites" – 7:01
2. "Towards the Dying Sun We March" – 6:57

Alla låtar skrivna av Nergal (Adam Darski).

## Medverkande
Behemoth
- Nergal (Adam Michał Darski) – sång, gitarr
- Orion (Tomasz Wróblewski) – basgitarr
- Inferno (Zbigniew Robert Promiński) – trummor, percussion

Bidragande musiker
- Seth (Patryk Dominik Sztyber) – gitarr

Produktion
- Daniel Bergstrand – producent
- Sławek Wiesławski – producent, ljudtekniker
- Wojtek Wiesławski – producent, ljudtekniker
- Matt Hyde – ljudmix
- Ted Jensen – mastering
- Denis Forkas – omslagsdesign

Annat
- Spår 1 och 2: inspelad i Hertz Studio i Białystok, Polen februari – juni 2013, mixad i Hydeaway Studio i Los Angeles, USA augusti – september 2013 och mastrad i Sterling Studio i New York, USA september – oktober 2013.
- Spår 3: inspelad i RG Studio 2009, mixad i Musikbox, Miloco Studios, London, Storbritannien maj 2009 och mastrad i Sterling Studio, New York maj 2009.